# Sojuz 17
Sojuz 17 è la denominazione di una missione della navicella spaziale Sojuz verso la stazione spaziale sovietica Saljut 4 (DOS 4). Si trattò del sedicesimo volo equipaggiato di questa capsula, del trentaduesimo volo nell'ambito del programma Sojuz sovietico nonché del primo volo equipaggiato verso la predetta stazione spaziale.

## Equipaggio

### Equipaggio principale
- Aleksej Aleksandrovič Gubarev (primo volo), comandante
- Georgij Michajlovič Grečko (primo volo), ingegnere di bordo

### Equipaggio di riserva
- Vasilij Grigor'evič Lazarev, comandante
- Oleg Grigor'evič Makarov, ingegnere di bordo

## Missione
Durante la missione vennero principalmente eseguiti esperimenti astrofisicali ed osservazioni astronomiche. In particolare si dovette provvedere a sostituire lo strato protettivo dello specchio dello strumento principale per l'esecuzione di osservazioni della superficie solare.

## Ulteriori dati di volo
- Aggancio alla Saljut: 12 gennaio 1975, 01:25 UTC
- Distacco dalla Saljut: 9 febbraio 1975, 06:08 UTC

L'altezza della traiettoria d'orbita della Saljut 4 fu di circa 350 km sopra la Terra (ideale per l'effettuazione di osservazioni astronomiche). Per questo motivo furono necessarie, partendo dalla traiettoria d'orbita sopraindicata, ulteriori manovre orbitali per l'effettuazione dell'avvicinamento verso la stazione spaziale stessa. I parametri sopra elencati indicato i dati pubblicati immediatamente dopo il termine della fase di lancio. Le continue variazioni ed i cambi di traiettoria d'orbita sono dovute alle manovre di aggancio. Pertanto eventuali altre indicazioni risultanti da fonti diverse sono probabili ed attendibili in considerazione di quanto descritto.